# ヒ酸レダクターゼ (アズリン)
ヒ酸レダクターゼ (アズリン)（arsenate reductase (azurin)）は、次の化学反応を触媒する酸化還元酵素である。
亜ヒ酸 + H2O + 2 酸化型アズリン {\displaystyle \rightleftharpoons } ヒ酸 + 2 還元型アズリン + 2 H+
この酵素の基質は亜ヒ酸、H2Oと酸化型アズリンで、生成物はヒ酸、還元型アズリンとH+である。
この酵素は酸化還元酵素に属し、その他の物質を受容体としてリンまたはヒ素に特異的に作用する。組織名はarsenite:azurin oxidoreductaseで、別名にarsenite oxidaseがある。